# 海因茨·施泰特勒
海因茨·施泰特勒（德語：Heinz Stettler，1952年3月1日—2006年5月24日），瑞士男子雪车运动员。他曾代表瑞士参加1984年冬季奥林匹克运动会雪车比赛，联同西尔维奥·焦贝利纳、乌尔斯·扎尔茨曼和里科·弗赖尔穆特获得男子四人铜牌。